# Xyroa alta
Xyroa alta är en skalbaggsart som beskrevs av Britton 1987. Xyroa alta ingår i släktet Xyroa och familjen Melolonthidae. Inga underarter finns listade i Catalogue of Life.